# Lacuna Coil (EP)
Lacuna Coil je EP od italské gothicmetalové kapely Lacuna Coil.

## Seznam skladeb
1. No Need to Explain – 3:37
2. The Secret... – 4:16
3. This Is My Dream – 4:06
4. Soul into Hades – 4:52
5. Falling – 5:39
6. Un Fantasma Tra Noi (A Ghost Between Us) – 5:22